# Steinar Klausen
Steinar Klausen (* 16. April 1982) ist ein Badmintonspieler aus Norwegen. 

## Sportliche Karriere
Klausen gewann von 1997 bis 2001 sieben Titel im Nachwuchsbereich, ehe er 2006 erstmals bei den Erwachsenen im Doppel mit Erik Rundle erfolgreich war. Diesen norwegischen Doppeltitel gaben beide bis 2009 nicht mehr ab. 2007 siegte Steinar Klausen auch erstmals im Herreneinzel. 2008 und 2009 verteidigte er diesen Titel erfolgreich. 2010 war er erneut im Doppel und Einzel siegreich. Im Herreneinzel besiegte er dabei im Halbfinale Marius Fartum und im Finale Jim Ronny Andersen klar in zwei Sätzen.
2007 repräsentierte er sein Land bei der Mannschafts-EM, ein Jahr später startete er bei der Einzel-EM. Dort gewann er mit Hallstein Oma sein erstes Match im Doppel gegen Matthew Gleave und Alexander Sim aus Irland, verlor aber die Folgepartie gegen die Deutschen Michael Fuchs und Roman Spitko. Im Einzel verlor er ebenfalls sein zweites Spiel gegen Petr Koukal.
2009 startete Klausen erstmals bei einer Badminton-WM. Im Herreneinzel schied er dabei in Runde 1 gegen Park Sung-hwan aus Südkorea sehr knapp mit 21:18, 13:21 und 18:21 aus.

## Sportliche Erfolge
| Saison | Veranstaltung                                | Disziplin    | Sieger                                           |
| ------ | -------------------------------------------- | ------------ | ------------------------------------------------ |
| 1997   | Norwegische Meisterschaft U15                | Mixed        | Steinar Klausen/Astrid Bønnelykke, Moss BK       |
| 1997   | Norwegische Meisterschaft U15                | Herreneinzel | Steinar Klausen, Moss BK                         |
| 1998   | Norwegische Meisterschaft U17                | Herreneinzel | Steinar Klausen, Moss BK                         |
| 1999   | Norwegische Meisterschaft U17                | Herreneinzel | Steinar Klausen, Moss BK                         |
| 1999   | Norwegische Meisterschaft U17                | Herrendoppel | Steinar Klausen/Kim Ove Grenby, Moss BK-Sotra BC |
| 2001   | Norwegen: Einzelmeisterschaften der Junioren | Herreneinzel | Steinar Klausen                                  |
| 2001   | Norwegen: Einzelmeisterschaften der Junioren | Herrendoppel | Steinar Klausen / Kim Ove Grenby                 |
| 2006   | Norwegen: Einzelmeisterschaften              | Herrendoppel | Steinar Klausen / Erik Rundle                    |
| 2007   | Norwegen: Einzelmeisterschaften              | Herreneinzel | Steinar Klausen                                  |
| 2007   | Norwegen: Einzelmeisterschaften              | Herrendoppel | Steinar Klausen / Erik Rundle                    |
| 2008   | Norwegen: Einzelmeisterschaften              | Herreneinzel | Steinar Klausen                                  |
| 2008   | Norwegen: Einzelmeisterschaften              | Herrendoppel | Steinar Klausen / Erik Rundle                    |
| 2009   | Norwegen: Einzelmeisterschaften              | Herreneinzel | Steinar Klausen                                  |
| 2009   | Norwegen: Einzelmeisterschaften              | Herrendoppel | Steinar Klausen / Erik Rundle                    |
| 2010   | Norwegen: Einzelmeisterschaften              | Herreneinzel | Steinar Klausen                                  |
| 2010   | Norwegen: Einzelmeisterschaften              | Herrendoppel | Steinar Klausen / Erik Rundle                    |
| 2014   | Norwegen: Einzelmeisterschaften              | Herrendoppel | Steinar Klausen / Erik Rundle                    |